# Breeders' Cup Juvenile Turf
Breeders' Cup Juvenile Turf, är ett galopplöp i löpserien Breeders' Cup, som drivs av Breeders' Cup Limited, ett företag som bildades 1982. Det är ett Grupp 1-löp, det vill säga ett löp av högsta internationella klass. Första upplagan av Breeders' Cup Juvenile Turf reds 2007 över distansen 1 mile. Den samlade prissumman i löpet är 1 miljon dollar.

## Segrare
| År   | Häst              | Jockey              | Tränare           | Tid     | Grupp |
| ---- | ----------------- | ------------------- | ----------------- | ------- | ----- |
| 2022 | Victoria Road     | Ryan Moore          | Aidan O'Brien     | 1:35.99 | I     |
| 2021 | Modern Games      | William Buick       | Charlie Appleby   | 1:34.72 | I     |
| 2020 | Fire At Will      | Ricardo Santana Jr. | Michaael J. Maker | 1:35.81 | I     |
| 2019 | Structor          | José Ortiz          | Chad Brown        | 1:35.11 | I     |
| 2018 | Line of Duty      | William Buick       | Charlie Appleby   | 1:40.60 | I     |
| 2017 | Mendelssohn       | Ryan Moore          | Aidan O'Brien     | 1:35.97 | I     |
| 2016 | Oscar Performance | José Ortiz          | Brian Lynch       | 1:33.28 | I     |
| 2015 | Hit It A Bomb     | Ryan Moore          | Aidan O'Brien     | 1:38.86 | I     |
| 2014 | Hootenanny        | Frankie Dettori     | Wesley A. Ward    | 1:34.79 | I     |
| 2013 | Outstrip          | Mike Smith          | Charlie Appleby   | 1:33.20 | I     |
| 2012 | George Vancouver  | Ryan Moore          | Aidan O'Brien     | 1:33.78 | I     |
| 2011 | Wrote             | Ryan Moore          | Aidan O'Brien     | 1:37.41 | I     |
| 2010 | Pluck             | Garrett K. Gomez    | Todd Pletcher     | 1:36.98 | II    |
| 2009 | Pounced           | Frankie Dettori     | John Gosden       | 1:35.47 | II    |
| 2008 | Donativum         | Frankie Dettori     | John Gosden       | 1:34.68 |       |
| 2007 | Nownownow         | Julien Leparoux     | François Parisel  | 1:40.48 |       |